# Friedrich Brockhoff

Friedrich Brockhoff, um 1900

Friedrich Brockhoff (* 19. Februar 1845 in Crange; † 8. März 1926 in Wanne) war ein deutscher Pädagoge und Musiker.

## Leben und Karriere
Friedrich Brockhoff war der Sohn des Gastwirtes Johann Wilhelm Brockhoff und Anna Catharina Brockhoff (geb. Beckmann).
Am 15. Juli 1866 übernahm Friedrich Brockhoff das Lehreramt an der Cranger Schule, deren Rektor er später wurde. Die ersten Jahre unterrichtete Brockhoff im Pfarrhaus des Ortes – zeitweise bis zu 110 Kinder gleichzeitig. Nach 55 Jahren ununterbrochenem Schuldienst ging er am 31. März 1921 in den Ruhestand.
Neben seiner Lehrtätigkeit war er als Küster für die Evangelische Gemeinde am Ort zuständig. Dort spielte er 58 Jahre lang die Orgel. Er gilt damit als einer der dienstältesten Organisten einer Kirchengemeinde in Deutschland. 1866 gründete er den Männergesangsverein „Eintracht Crange“.
Brockhoff, dessen großes heimatgeschichtliches Wissen sich in seinen Lebenserinnerungen niederschlägt, entstammte einer alteingesessenen Cranger Familie: Schon im Feuerstättenverzeichnis von 1664 wird in der „Freiheit Crange“ ein „Berndt Brockhoff, Kotter, eine Feuerstätte, neben einem stehenden Kessel und Brauhaus, wirt aber selten gebrauchet“ erwähnt.
Nach dem Zweiten Weltkrieg setzten sich ehemalige Schüler von Brockhoff dafür ein, eine neue Straße in Wanne-Eickel nach ihm zu benennen. Nach der Gebietsreform vom 1. Januar 1975 wurde Wanne-Eickel ein Stadtteil von Herne. Die Friedrich-Brockhoff-Straße befindet sich daher heute in Herne-Crange.